# آيت عيسى أو ابراهيم (تاغزوت ن آيت عطا)
آيت عيسى أو إبراهيم هي إحدى مشيخات المملكة المغربية، تتبع جغرافيا لإقليم تنغير وإداريًا لتاغزوت ن آيت عطا. يقدر عدد سكانها بـ 7998 نسمة حسب الإحصاء الرسمي للسكان والسكنى لسنة 2004.